# آسیب‌شناس دام‌پزشکی

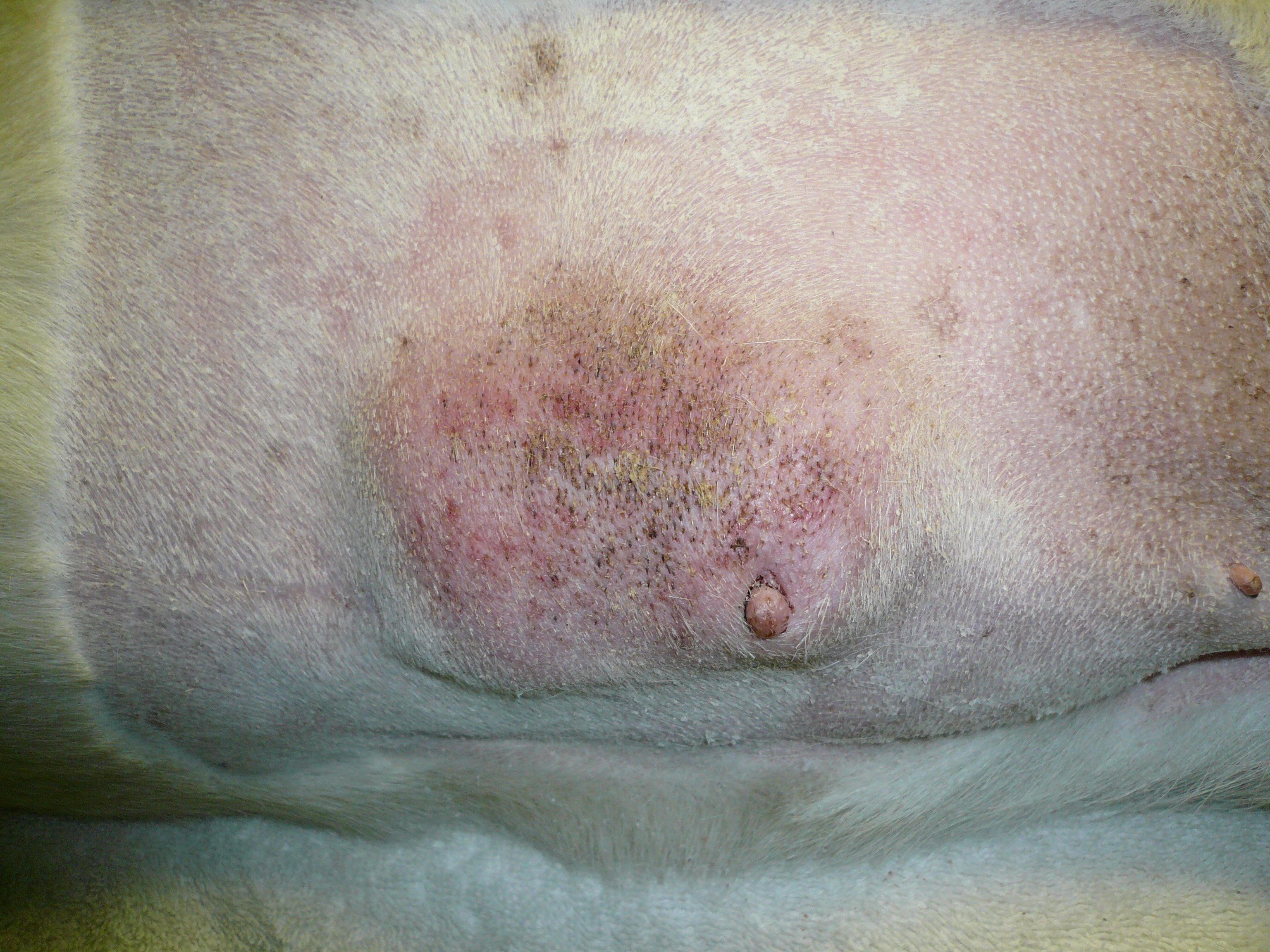
تومور سینه در یک سگ.

آسیب‌شناس جانوری دامپزشکی است که تخصصش تشخیص و درمان آسیب‌های بافت‌ها و مایعات بدن جانوران است.